# Dejan Matić (Sprachwissenschaftler)
Dejan Matić (* 7. Oktober 1970 in Novi Sad, SFR Jugoslawien) ist ein deutscher Sprachwissenschaftler.

## Leben
Nach der Promotion 2003 bei Hans-Jürgen Sasse und Fritz Serzisko an der Universität zu Köln war er von 2003 bis 2005 wissenschaftlicher Mitarbeiter an der Universität zu Köln. Von 2007 bis 2009 war er Post-Doc am Max-Planck-Institut für evolutionäre Anthropologie. Von 2009 bis 2014 war er Post-Doc am Max-Planck-Institut für Psycholinguistik. Von 2014 bis 2015 vertrat er eine Professur an der Heinrich-Heine-Universität Düsseldorf. Von 2015 bis 2017 war er Professor für Sprachwissenschaft an der Karl-Franzens-Universität Graz. Seit 2017 ist er Professor für Allgemeine und Vergleichende Sprachwissenschaft an der WWU Münster.
Seine Forschungsschwerpunkte sind Informationsstruktur, Diskurs, Pragmatik, semantische und pragmatische Typologie, Sprachtheorie, Sprachbeschreibung und Dokumentation und indigene Sprachen Sibiriens; Balkansprachen; Latein und Altgriechisch.

## Schriften (Auswahl)
- Topics, presuppositions, and theticity. An empirical study of verb subject clauses in Albanian, Greek, and Serbo-Croat. 2003.
- mit Rik van Gijn, Jeremy Hammond, Saskia van Putten und Ana Vilacy Galucio (Hgg.): Information structure and reference tracking in complex sentences. Amsterdam 2014, ISBN 978-90-272-0686-2.